# Françoise Reiss
Françoise Reiss, née le 14 janvier 1915 à Paris 16e et morte le 3 mai 2002 à Arpajon, est une journaliste française, spécialiste de la danse, plus particulièrement des Ballets russes et de Vaslav Nijinski.
Elle a mené pendant une quarantaine d'années une carrière de journaliste et critique chorégraphique et littéraire. Après des études de lettres, elle a collaboré à de nombreux journaux et revues littéraires et artistiques. Spécialiste de la danse, elle a soutenu à la Sorbonne en 1956 une thèse de doctorat d'esthétique, Nijinsky ou la Grâce, qui a été éditée chez Plon en 1957.
Après l'obtention de son doctorat, elle a été enseignante, parallèlement à ses activités de journaliste et d'écrivain. Elle a donné des cours de critique à l'école d'anthropologie entre 1969 et 1973 et à la Sorbonne entre 1974 et 1977.
Françoise Reiss a particulièrement étudié les rapports entre la création artistique et la psychologie des artistes, d'où son intérêt pour la psychiatrie en général, thème abordé dans plusieurs de ses articles et conférences.

## Œuvres
- Sur la pointe des pieds : annales chorégraphiques 1951-1952, Paris, 1952.
- Sur la pointe des pieds : annales chorégraphiques 1952-1953, Paris, 1953.
- Nijinski ou la Grâce, Paris, Plon, 1957, 2 vol. (1. La Vie de Nijinski ; 2. Esthétique et psychologie)
- Pour une critique vivante, Paris, Nizet, 1981.
- Écrits sur Nijinsky (dir.), Paris, Chiron, 1992.
- Parlez-moi de la mort, Laval, Siloë, 1992.
- La Passion et le Quotidien, Paris, éditions du Panthéon, 1993.